# Moltiplicazione

3 × 4 = 12, quindi dodici punti possono essere organizzati in tre righe di quattro punti (o in quattro colonne di tre, per la proprietà commutativa)

La moltiplicazione è una delle quattro operazioni fondamentali dell'aritmetica. È un modo rapido per rappresentare la somma di numeri uguali. Il risultato di una moltiplicazione è chiamato prodotto, mentre i due numeri moltiplicati sono detti fattori se considerati insieme, e rispettivamente moltiplicando e moltiplicatore se presi individualmente. È spesso indicata dal simbolo "per" a croce ×, oppure dal punto a mezza altezza matematico ⋅, o in ambito informatico dall'asterisco *.

## Notazione
Nella scrittura matematica, esistono due diversi simboli utilizzati per indicare la moltiplicazione: entrambe le seguenti notazioni significano "cinque moltiplicato per due volte" ed entrambe si leggono cinque per due:
{\displaystyle {\begin{matrix}5\times 2\\5\cdot 2\end{matrix}}}
Qualora i due moltiplicandi non siano scritti in cifre, e quindi non ci sia il rischio di equivoco, è possibile anche semplicemente giustapporli, come in:
{\displaystyle \,2z}
{\displaystyle \,2(z+2)}
anche per leggere queste formule vale lo stesso principio: se non c'è rischio di equivoco si può omettere il per, come nella prima (due zeta), altrimenti verrà detto, come nella seconda (due per, aperta parentesi, zeta più due, chiusa parentesi o due per, tra parentesi, zeta più due) o infine due che moltiplica zeta più due.
Nei linguaggi di programmazione e nelle calcolatrici, la moltiplicazione viene solitamente indicata con l'asterisco (*), grazie ad una consuetudine nata dal linguaggio di programmazione FORTRAN.

## Definizione per numeri naturali
Dati due numeri interi positivi {\displaystyle n} e {\displaystyle m}, detto il primo "moltiplicando" ed il secondo "moltiplicatore", la definizione di moltiplicazione non è altro che:
{\displaystyle n\cdot m:=\underbrace {n+n+\dots +n} _{m{\text{ volte}}}}
ovvero "addizionare il numero {\displaystyle n} per {\displaystyle m} volte".
Usando una formula più ristretta, con il simbolo di sommatoria:
{\displaystyle n\cdot m:=\sum _{k=1}^{m}n}
Quindi, per esempio:
- 2 × 5 = 2 + 2 + 2 + 2 + 2 = 10
- 5 × 2 = 5 + 5 = 10
- 3 × 4 = 3 + 3 + 3 + 3 = 12
- m × 6 = m + m + m + m + m + m

Data la proprietà commutativa della moltiplicazione (vedi più in basso), talvolta si dà la seguente definizione (equivalente) di moltiplicazione:
{\displaystyle n\cdot m:=\sum _{k=1}^{n}m=\underbrace {m+m+\dots +m} _{n{\text{ volte}}}}

## Proprietà algebriche
A partire dalla definizione, si può dimostrare che la moltiplicazione ha le seguenti proprietà:
Proprietà commutativa
Non ha importanza l'ordine con cui vengono moltiplicati due numeri. Infatti, per ogni coppia di numeri x e y,
{\displaystyle x\cdot y=y\cdot x}
È importante sottolineare che questa proprietà vale solo per i numeri (interi, razionali, reali, complessi), ma non vale sempre, ad esempio non vale quando si moltiplicano tra loro matrici e quaternioni.
Proprietà associativa
Per ogni terna di numeri x, y e z,
{\displaystyle (x\cdot y)\cdot z=x\cdot (y\cdot z)}
cioè non ha importanza l'ordine con cui vengono eseguite le operazioni se queste coinvolgono solo le moltiplicazioni.
Proprietà distributiva rispetto all'addizione
Si può "distribuire" la moltiplicazione ai vari addendi di una somma:
{\displaystyle x\cdot (y+z)=x\cdot y+x\cdot z}
Elemento neutro
Ogni numero moltiplicato per 1 è pari a se stesso:
{\displaystyle x\cdot 1=x}
{\displaystyle 1\cdot x=x}
Il numero 1 è detto anche elemento neutro per la moltiplicazione.
Elemento zero
La moltiplicazione di qualsiasi numero per zero ha zero come risultato:
{\displaystyle x\cdot 0=0}
per un qualunque x.
Questa definizione è coerente con la proprietà distributiva, infatti:
{\displaystyle x\cdot y=x\cdot (y+0)=(x\cdot y)+(x\cdot 0)}
Per la moltiplicazione nel campo dei numeri razionali (v. sotto) vale anche
Esistenza dell'inverso
Qualsiasi numero x, ad eccezione dello zero, ha un inverso rispetto alla moltiplicazione, {\displaystyle {\frac {1}{x}}}, cioè un numero definito in modo tale che:
{\displaystyle x\cdot \left({\frac {1}{x}}\right)=1}

## La moltiplicazione con gli assiomi di Peano
Nel libro Arithmetices principia, nova methodo exposita, Giuseppe Peano propose un sistema assiomatico per i numeri naturali; due di questi assiomi riguardano la moltiplicazione:
{\displaystyle a\times 1=a}
{\displaystyle a\times b'=(a\times b)+a}
Qui b' rappresenta l'elemento dei numeri naturali successivo di b. Con gli altri nove assiomi di Peano, è possibile provare le regole comuni della moltiplicazione, come la proprietà distributiva e associativa. I due assiomi elencati forniscono una definizione ricorsiva della moltiplicazione.

## Numeri negativi e regola dei segni
Estendiamo l'operazione di moltiplicazione al caso dei numeri negativi, definendo quanto segue: dato x numero naturale
{\displaystyle (-1)\cdot x=-x}
dove con  − x si intende l'inverso additivo di x :
{\displaystyle x+(-1)\cdot x=0}
Da qui abbiamo che la moltiplicazione di interi qualunque si riduce alla moltiplicazione di interi positivi e di {\displaystyle -1}. 
Lo schema che ne deriva è detto regola dei segni:
- Il prodotto di due numeri positivi è un numero positivo:
{\displaystyle +\cdot \ +=\ +}

ovvero "più per più fa più".
- Il prodotto di un numero negativo per un numero positivo, o viceversa, è un numero negativo:
{\displaystyle +\cdot \ -=\ -}

{\displaystyle -\cdot \ +=\ -}
ovvero "più per meno fa meno".
- Il prodotto di due numeri negativi è un numero positivo:
{\displaystyle -\cdot \ -=\ +}

ovvero "meno per meno fa più".
Quest'ultima regola pratica ha un'interpretazione anche nella vita reale. Supponiamo di guadagnare m euro l'anno; tra n anni avremo mn euro (un numero positivo), mentre se questo guadagno era iniziato nel passato allora n anni fa (cioè "tra meno n anni") avevamo mn euro in meno (un numero negativo). Se invece perdessimo m euro l'anno (cioè guadagnassimo "meno m euro"), tra n anni ne avremo mn in meno, ma n anni fa ne avevamo mn in più di quanti ne abbiamo ora.

## Numeri razionali, reali e complessi
La definizione di moltiplicazione si può infine estendere ai numeri razionali, ai numeri reali, e ai numeri complessi.
Per i numeri razionali abbiamo che 
{\displaystyle {\frac {a}{b}}\cdot {\frac {c}{d}}={\frac {a\cdot c}{b\cdot d}}},
verificando che la definizione è indipendente dai rappresentanti scelti.
Per i numeri reali, una definizione di moltiplicazione si può ottenere prendendo il modello di numero reale come sezione di Dedekind: dati due numeri reali positivi, rappresentati come sezioni in campo razionale, moltiplicando (con opportuni accorgimenti) i minoranti tra loro e i maggioranti tra loro si ottiene ancora una sezione, che rappresenta il prodotto dei due numeri. La definizione si può poi estendere a tutti i numeri reali seguendo la regola dei segni indicata nella sezione precedente.
Per i numeri complessi, infine, si ha:
{\displaystyle (a+ib)\cdot (c+id)=[(ac-bd)+i(bc+ad)].}

## Computazione
- Metodi manuali: 
  - per moltiplicare due numeri con carta e penna, l'approccio più comune fa uso della tavola pitagorica, e di un algoritmo che ottiene il prodotto finale come somma di tanti prodotti di moltiplicazioni più semplici. Il tempo impiegato tramite questo metodo cresce con l'aumentare delle cifre dei numeri da moltiplicare; se si vuole risparmiare tempo, ed è sufficiente un risultato approssimato, si possono usare l'algoritmo di prostaferesi, o meglio ancora quello dei logaritmi.
  - il supporto strumentale più antico è l'abaco che permette di ottenere risultati esatti. Risale al XV secolo il regolo calcolatore che dà risultati approssimati (ma è molto più rapido). Nel XX secolo, più per sfizio accademico che per reale necessità pratica, è stato progettato un regolo prostaferico
  - nel 1962 il matematico russo Anatoly Karatsuba definisce il primo algoritmo per la moltiplicazione con complessità meno che quadratica; nel 1963 un altro russo, Andrei Toom, pone le basi per l'algoritmo di Toom-Cook, con complessità ancora inferiore.
- Metodi meccanici: 
  - Nel XVIII secolo Gottfried Leibniz perfeziona la pascalina aggiungendo la moltiplicazione alle funzioni disponibili.
- Metodi elettronici: 
  - Le moderne calcolatrici tascabili racchiudono la logica degli algoritmi in un microchip.
  - Una panoramica dei modi per implementare informaticamente la moltiplicazione è disponibile su questa pagina.